# Saint-Symphorien-sur-Couze
 Saint-Symphorien-sur-Couze  (en occitano Sent Aforian) es una población y comuna francesa, situada en la región de Lemosín, departamento de Alto Vienne, en el distrito de Bellac y cantón de Nantiat.

## Demografía
| 461 | 427 | 347 | 258 | 241 | 238 | 219 |
| Para los censos de 1962 a 1999 la población legal corresponde a la población sin duplicidades (Fuente: INSEE [Consultar]) |     |     |     |     |     |     |